# نيفين جامع
نيفين جامع هي وزيرة الصناعة والتجارة السابقة. هي أول وزيرة تشغل هذا المنصب منذ 30 يونيو 2013.

## تعاملها مع الكورونا
خلال مقابلة، عند سؤالها، كيف تدعم وزارتها الشركات بسبب مرض فيروس كورونا 2019 ، قالت
منذ بداية أزمة فيروس كورونا المستجد COVID-19، قدمت MSMEDA الدعم لجميع المؤسسات التي ترعاها، خاصة تلك التي تأثرت سلبًا. أطلقت الهيئة العديد من المبادرات للتخفيف من آثار الأزمة على المشروعات المتناهية الصغر والصغيرة والمتوسطة، بما في ذلك تعليق أو تمديد سداد أقساط الشركات المتضررة. كما سهلت MSMEDA إجراءات التطبيق والتأسيس لتصنيع المنظفات والأنشطة الطبية في خضم الأزمة. 

## النشأة والتعليم
درست نيفين جامع في كلية التجارة في جامعة القاهرة. عملت أيضًا في بنك الكويت الوطني وبنك التنمية الوطني.

## المناصب السابقة التي شغلتها
- تخرجت من كلية التجارة جامعة القاهرة عام 1984.
- خبرة عملية ومصرفية امتدت لأكثر من ثلاثين عاما خاصة في القطاع المصرفي حيث تقلدت العديد من المناصب القيادية المتخصصة في قطاعات الاستثمار والتمويل والتجزئة المصرفية،
- التحقت بالعمل بالصندوق الاجتماعي للتنمية في يناير 2005
- قامت بتطوير آليات وأساليب التمويل وساهمت في إعداد أول سياسة ائتمانية لتمويل المشروعات الصغيرة ومتناهية الصغر بالصندوق الاجتماعي للتنمية في إبريل 2005 وادخلت التمويل المباشر لأنشطة الصندوق
- في عام 2013 تولت رئاسة القطاع المركزي لتمويل المشروعات الصغيرة بالصندوق
- ساهمت مع إدارات البنوك ومختلف جهات الدولة المعنية في صياغة إستراتيجية لتمويل المشروعات الصغيرة
- خلال الفترة من 2013 حتى 2016 لعبت دوراً رئيسياً في زيادة حجم التمويل الموجه للمشروعات الصغيرة، حيث تم ضخ 10.5 مليار جنيه للمشروعات الصغيرة بما يعادل 52% من إجمالي التمويلات التي تم ضخها منذ نشأة الصندوق حتى نهاية عام 2016
- انتهجت سياسة تستهدف تنويع المنتجات التمويلية المتاحة للمشروعات الصغيرة.
- استحدثت آلية التأجير التمويلي من خلال التعاقد مع شركات التأجير التمويلي النشطة في السوق المصري.
- شاركت في وضع أول سياسة استثمارية للصندوق الاجتماعي للتنمية،
- ساهمت في إطلاق أول برنامج تمويلي موجه لأصحاب الأفكار الرائدة والمشروعات الابتكارية من خلال قيام الصندوق الاجتماعي للتنمية بالمساهمة في رؤوس أموال تلك المشروعات حيث أصبح الصندوق الاجتماعي للتنمية أول جهة في مصر تقوم بتنفيذ هذا الأمر.
- تم اختيارها لتكون أول أمين عام للصندوق الاجتماعي للتنمية (سابقاً) من داخل المؤسسة في نوفمبر 2016 وهو أعلى منصب تنفيذي في الصندوق الاجتماعي وذلك حتى تتمكن من استكمال مسيرة النجاح التي بدأتها في عام 2005.
- تم اختيارها لتكون أول رئيس تنفيذي لجهاز تنمية المشروعات المتوسطة والصغيرة ومتناهية الصغر.
- قامت بالاشتراك في صياغة قانون تنمية المشروعات المتوسطة والصغيرة وتطوير الاستراتيجية القومية للمشروعات الصغيرة.
- انتهجت فكر جديد للتوسع في تطبيق خدمات تمويل المشروعات حيث بلغ إجمالي التمويل الذي تم ضخه منذ توليها مسئولية الصندوق الاجتماعي ثم تطويره بعد ذلك الي جهاز تنمية المشروعات في الفترة من 1/12/2016 حتى 30/11/2019 حوالى 16.1 مليار جنيه استفاد منه 719.203 مشروع، مما ساهم في توفير 1.096.262 فرصة عمل.
- نجحت في استقطاب منح من الدول المانحة بقيمة 509 مليون جنيه لاستخدامهم في مشروعات التنمية المجتمعية والبشرية مما وفر ما يقرب من 42 الف فرصة عمل.
- قامت بتطوير شامل لكافة الخدمات غير المالية المتاحة لأصحاب المشروعات الصغيرة بالإضافة الي التوسع الكبير في تنفيذ برامج ريادة الأعمال ضمن إستراتيجية الجهاز لنشر فكر العمل الحر بين الشباب
- تم اختيارها عن مصر في قائمة فوربس أكثر القيادات تأثيرا من الحكومة.
- تم اختيارها عدة مرات كأحد أهم الشخصيات النسائية تأثيرًا في الاقتصاد الوطني والعربي
- تعتبر من أهم الخبراء في مجال الاستثمار وتنمية المشروعات لما لها من خبرة طويلة في هذا المجال